# Felicitas Peters
Felicitas Peters (geb. vor 1971) ist eine ehemalige deutsche Theater- und Filmschauspielerin.

## Leben
Felicitas Peters ist die Tochter des Schauspielers Karl-Heinz Peters. Peters wirkte als Schauspielerin in Deutschland und der Schweiz.
In den beiden Spielzeiten 1976/77 und 1977/78 gehörte Peters zum Ensemble des freien Schweizer Theaterensembles «Die Claque» in Baden AG.
In den 1970er Jahren stand sie für einige Film- und Fernsehproduktionen vor der Kamera und war auch in mehreren Kinofilmen der damaligen „Sexfilmwelle“ zu sehen. 1976 wirkte sie in zwei Folgen der Kinderserie Das feuerrote Spielmobil mit. In der Kinder- und Jugendserie Lemmi und die Schmöker spielte sie in den letzten zwei Lemmi-Folgen (1979) die Rolle der jungen Bibliothekarin Vera. Vor ihrer Mitwirkung als regulärer Charakter hatte sie bereits einen kurzen Gastauftritt in der Folge 17 mit dem Titel Kein Tag wie jeder andere (1975). Für das Schweizer Fernsehen stand sie 1979 für das Krimi-Ratespiel «Sie sind Augenzeuge» vor der Kamera.

## Filmografie (Auswahl)
- 1971: Der neue Schulmädchen-Report. 2. Teil: Was Eltern den Schlaf raubt
- 1972: Das Mädchen mit der heißen Masche
- 1972: Die Pfarrhauskomödie
- 1972: König, Dame, Bube
- 1973: Urlaubsgrüße aus dem Unterhöschen
- 1974: Laß jucken, Kumpel 3. Teil – Maloche, Bier und Bett
- 1975: Die letzten Ferien
- 1975; 1979: Lemmi und die Schmöker (Fernsehserie, 3 Folgen)
- 1975: Mordkommission (Fernsehserie, eine Folge)
- 1976: Das feuerrote Spielmobil (Fernsehserie, 2 Folgen)
- 1977: Unordnung und frühes Leid